# Kultura 21
Kultura 21, također poznata kao Agenda 21 za kulturu, program je za kulturno upravljanje razvijen od 2002. do 2004. godine, a organizirali su ga Ujedinjeni gradovi i lokalne samouprave.
Dio premise programa je dodavanje kulture kao četvrtog konceptualnog stupa održivog razvoja u upravljanju. Tri povjesna stupa bili su: okoliš, socijalna uključenost i ekonomija.

## Povijest
Agenda 21 je agenda za održivi razvoj u 21. stoljeću, koju su odobrile članice Ujedinjenih naroda na Samitu u Rio de Janeiru 1992. godine. Temeljna Agenda 21 nije detaljno raspravljala o kulturi. Uključivala je dio poznat kao "Lokalna agenda 21" koja je pozivala lokalne vlasti da usvoje planove i surađuju s međunarodnim organizacijama koje dijele iste interese te tako da se unaprijeđuje njihov razvoj; proces koji bi sam po sebi "povećao svijest o održivom razvoja". Dok je ekološka dimenzija Lokalne agende 21 isprva bila najvažnija, gradovi su sljedećih godina uključili kulturni razvoj u svoj pogled na održivi razvoj. Godine 1998. Svjetska banka i UNESCO zajednički su podržali uključivanje kulture 21 u strategiju održivog razvoja kao četvrti konceptualnog stuba.
U rujnu 2002., održan je prvi svjetski javni sastanak u Porto Alegreu na kojem je odlučeno stvoriti smjernice za lokalne kulturalne politike. Konačni dokument odobren je u svibnju 2004. u Barceloni, a u rujnu iste godinepredan je UN-HABITAT- u i UNESCO-u. U listopadu 2004. Svjetsko vijeće Ujedinjenih gradova i lokalnih vlasti sastalo se u Sao Paulu i službeno usvojilo Agendu 21 kao referentni dokument, kojim će upravljati i koordinirati UCLG.
Do 2010. više od 400 vlada i organizacija postale su članice na neki način Agende 21. Do 2015. članstvo je premašilo 500.

## Sadržaj
Agenda 21 za kulturu ima 67 članaka, podijeljenih u tri cjeline (načela, poduzeća i preporuke). "Načela" uključuju temeljne vrijednosti kao što su kulturna raznolikost i ljudska prava, kao i perspektive o tome koji će akteri provoditi plan. Gradovi su zamišljeni kao glavna mjesta za kulturnu proizvodnju i upravljanje, kao i mjesta gdje je kulturna politika potrebna kako bi se mogao voditi skladan suživot. Sama kultura opisana je kao bitan dio stvaranja građanstva za ljude svih dobi te tako i generacija u širem smislu. Sudjelovanje u kulturi odvija se kroz kanale uključujući internet, javne prostore i rad.
Odjeljak "Poduzeća" potiče politike koje podupiru kulturni razvoj i proširuju pristup kulturi bez predrasuda. Poseban naglasak na knjige, internet, muzeje i turizam kao jedni od važnih dijelova jedne kulture. Pozivanje na decentralizirajuće, ali financirane kulturalne politike; multilateralna suradnja kulturnih institucija, nevladinih organizacija i vlada; te popularizacija znanstveno tehničke kulture. Zagovara pravo na slobodu govora, moralna prava svih ljudi te tako i umjetnika, razvoj pravnih sustava za očuvanje povijesti. Odjeljak s preporukama namijenjen je lokalnim i nacionalnim vlastima, regionalnim blokovima i međunarodnim organizacijama, nudeći savjete o tome kako svaka od njih može provesti plan napredka kojim se Agenda bavi.

## Organizacija i inicijative
U UCLG-u, Agendom 21 za kulturu upravlja Odbor za kulturu svjetske organizacije Ujedinjenih gradova i lokalnih vlasti. Odborom supredsjedaju: Buenos Aires i Grad Meksiko. Potpredsjedaju: Angers, Barcelona, Belo Horizonte, Bilbao, Bogotá, Jeju, Pariz i Porto Alegre. Između 2012. i 2015. odborom za kulturu predsjedao je Lille-Métropole, a supredsjedavali su Buenos Aires, México DF i Montreal, a gradovi Angers, Barcelona i Milano bili su potpredsjednici i još tri grada s različitih dijelova svijeta da se pridruže Odboru kao potpredsjednici. Prije 2012. Odborom za kulturu predsjedalo je gradsko vijeće Barcelone, a podpredsjednici su vijeća Stockholma, Lillea, Buenos Airesa i Montreala.
Ostale organizacije koje promiču Agendu 21 za kulturu uključuju UNESCO i AECID.
Od 2009. do 2010. godine, UCLG je s AECID-om i Gradskim vijećem Barcelone napravio Fond za lokalnu kulturnu upravu kako bi omogučio bolju provedbu Agende 21 za kulturu u afričkim, mediteranskim i latinoameričkim gradovima.
U razdoblju od 2009. do 2013. godine UNESCO i AECID stvorili su pokazatelje za procjenu kulturnog napretka u 22 područja unutar 7 kategorija.
Odbor za kulturu UCLG-a radio je na tome da kultura bude integrirana u razvojne programe Ujedinjenih naroda koji imaju za cilj postizanje Milenijskih razvojnih ciljeva. Nakon nekoliko akcija podizanja svijesti tijekom samita o milenijskim razvojnim ciljevima, UN odobrio je konačni dokument summita koji govori kako je kultura jedna od važnih dimenzija razvoja društva i ostalih područja.

### Kampanja za ciljeve održivog razvoja
Uključivanje Kulture u ciljeve održivog razvoja zagovarali su UNESCO i UCLG(SDG) za 2015. godinu i nastavili promicati to stajalište.
Prije usvajanja ciljeva održivog razvoja, nekoliko globalnih mreža aktivno je promoviralo ideju uključivanja jednog posebnog cilja posvećenog kulturi ili integracije kulturnih aspekata u opće ciljeve održivog razvoja. Kampanju predvode organizacije poput IFACCA, IFCCD, Agenda 21 za kulturu (UCLG), Culture Action Europe, Arterial Network, IMC – International Music Council, ICOMOS, IFLA i Latinoamerička mreža umjetnosti za društvenu transformaciju. Ova inicijativa koristi slogan 'Budućnost koju želimo uključuje kulturu' i poznata je kao kampanja #culture2015goal.
Tijekom razdoblja od 2013. do 2015., koje je obilježeno usvajanjem Ciljeva održivog razvoja (SDG), formuliran je manifest, donesena je deklaracija o integraciji kulture u Agendu 2030, predloženi su potencijalni pokazatelji za mjerenje kulturnih aspekata SDG-a, te je provedena procjena konačnog oblika Agende 2030.

### Doprinos Novoj urbanoj agendi
Odbor za kulturu UCLG-a aktivno je sudjelovao na Habitat III, Konferenciji Ujedinjenih naroda o stanovanju i održivom urbanom razvoju. Glavni cilj i rezultat konferencije bilo je usvajanje Nove urbane agende (NUA). Ova značajna konferencija održana je u Quitu, Ekvador, od 17. do 20. listopada 2016. Opća skupština Ujedinjenih naroda odobrila je Novu urbanu agendu 23. prosinca 2016. godine.
Prije održavanja konferencije, Povjerenstvo je iznijelo niz komentara u vezi s tematskim radom pod nazivom "Urbana kultura i baština", koji je bio jedan od 22 tematska rada objavljenih od strane radne skupine UN-a kao priprema za konferenciju. Odbor je podržao objavljivanje ovog dokumenta te vjeruje da bi Nova urbana agenda trebala pružiti detalje o pristupu lokalnom održivom razvoju temeljenom na kulturi.

## Publikacije
Od 2006. godine, Odbor za kulturu UCLG-a (Agenda 21 za kulturu) u sklopu svojih istraživačkih zadataka izdao je sljedeća izvješća:
- Lokalne politike za kulturnu raznolikost
- Kultura, lokalne samouprave i Milenijski ciljevi razvoja
- Agenda 21 za kulturu u Francuskoj. Trenutno stanje i izgledi
- Kultura i održivi razvoj: primjeri institucionalne inovacije i prijedlog novog profila kulturne politike
- Gradovi, kulture i razvoj. Izvještaj kojim se obilježava peta obljetnica Agende 21 za kulturu
- Rio+20 i kultura. Zagovaranje kulture kao stupa održivosti
- Kulturna baština i održivi razvoj
- Operacionalizacija kulture u održivom razvoju gradova
- Zašto kultura mora biti u središtu održivog urbanog razvoja?

Održana su dva brifinga s ciljem pružanja informacija i olakšavanja rasprave o relevantnim pitanjima koja se odnose na kulturu ("Gradovi, izbjeglice i kultura: Brifing" i "Kultura, klimatske promjene i održivi razvoj: Brifing"), uz pripremu studije "Kultura, gradovi i identitet u Europi" u suradnji s Culture Action Europe.

## Kultura i razvoj
Agenda 21 za kulturu predstavlja alat za jačanje uloge kulture u urbanim politikama te služi kao sredstvo za transformaciju kulturnih pitanja u četvrti stup održivog razvoja.
"Održivost" u kulturi obuhvaća ne samo očuvanje kulturne baštine, već i promicanje mentaliteta održivog razvoja u svakodnevnom životu.
Intenzivan rad i aktivnosti koje je poduzela Agenda 100 za kulturu rezultirali su tim da Izvršni ured UCLG-a predvodi izradu političkog dokumenta pod nazivom "Kultura: Četvrti stup održivog razvoja". Ovaj dokument je odobren 17. studenog 2010. tijekom Svjetskog sastanka na vrhu Lokalni i regionalni čelnici – 3. svjetski kongres UCLG-a, koji se održao u Mexico Cityju. Navedeni dokument otvara novo razumijevanje i ističe važnost odnosa između kulture i održivog razvoja putem dvostrukog pristupa: razvoj snažne kulturne politike i zagovaranje kulturne dimenzije u svim javnim politikama.

## Sudjelovanje
Quebec je usvojio model Agende 21 za kulturu te je objavio razvojni plan u skladu s tim smjernicama. Montreal je potvrdio plan i poduzeo različite mjere, uključujući obnovu knjižnice i osnivanje novih kulturnih institucija, poput "Design Montréal". Također je uspostavljena nevladina organizacija pod nazivom "Culture Montréal" koja promiče razvoj i pristup kulturi. Montreal je dobio priznanje kao "UNESCO-ov grad dizajna".
Marokanski grad Essaouira, prema gradonačelniku Asmi Chaabi, aktivno integrira kulturu u provedbu Lokalne agende 21 od 1990-ih. Ona ističe u petogodišnjem pregledu Agende 21 za kulturu da je Essaouira postigla značajne uspjehe u očuvanju svoje povijesti putem suradnje s nacionalnim ministarstvom kulture i UNESCO-om.